# Axel Rodrigues de Arruda
Axel Rodrigues de Arruda (Brasil; 9 de enero de 1970) es un exfutbolista brasileño que se desempeñaba como centrocampista.
En 1992, Axel jugó para la selección de fútbol de Brasil.

## Trayectoria

### Clubes
| Club                | País   | Año         |
| ------------------- | ------ | ----------- |
| Santos              | Brasil | 1990 - 1994 |
| São Paulo           | Brasil | 1994 - 1997 |
| Sevilla             | España | 1997 - 1998 |
| Bahia               | Brasil | 1998 - 1999 |
| Atlético Paranaense | Brasil | 1999 - 2000 |
| São Paulo           | Brasil | 2000        |
| Sport Recife        | Brasil | 2001 - 2002 |
| Botafogo            | Brasil | 2003        |
| Cerezo Osaka        | Japón  | 2003        |
| Portuguesa Santista | Brasil | 2004        |
| Paraná              | Brasil | 2004 - 2005 |
| Figueirense         | Brasil | 2005        |
| Campinense          | Brasil | 2006        |
| Portuguesa Santista | Brasil | 2006        |

### Selección nacional
| Selección | País   | Año  |
| --------- | ------ | ---- |
| Absoluta  | Brasil | 1992 |

## Estadística de equipo nacional
| Selección de fútbol de Brasil | Selección de fútbol de Brasil | Selección de fútbol de Brasil |
| Año                           | Part.                         | Goles                         |
| ----------------------------- | ----------------------------- | ----------------------------- |
| 1992                          | 1                             | 0                             |
| Total                         | 1                             | 0                             |